# Лаомедея (спутник)

Анимация, составленная из фотографий, на которых была открыта Лаомедея

Лаомедея (др.-греч. Λαομέδεια) — нерегулярный спутник планеты Нептун с прямым орбитальным обращением.
Названа по имени одной из нереид из греческой мифологии.
Также обозначается как Нептун XII.

## История открытия
Лаомедея была открыта Мэтью Холманом, Джоном Кавеларсом, Томми Гравом, Уэсли Фрейзером, Дэном Милисавлевичем по снимкам, сделанным в августе 2002 года с помощью 4-м телескопа «Бланко» обсерватории Серро-Тололо.
Спутник получил временное обозначение S/2002 N 3.
Собственное название было присвоено 3 февраля 2007 года.

## Характеристики
Лаомедея - это одна из трех небольших спутников Нептуна (помимо Сао и Галимеды) , её радиус, скорее всего, не превышает 30 - 40 километров. Из-за столь маленького радиуса и достаточно большого расстояния до Нептуна, данный спутник не был обнаружен во время пролета Вояджера-2 возле Нептуна в 1989 году.
Лаомедея - это небольшой нерегулярный спутник Нептуна. Как и большинство нерегулярных спутников планет внешней солнечной системы, Лаомедея, скорее всего образовалась в результате столкновения более крупных спутников Нептуна, ныне, несуществующих. Также может быть вероятность того что Лаомедея (как и Тритон) была захвачена сферой тяготения Нептуна.
В целом, о Лаомедее мало что известно, из-за удалённой орбиты и небольших размеров, она, как и большинство других внешних спутников Нептуна, остаётся малоизученной.